# 静岡電力
静岡電力株式会社（しずおかでんりょく かぶしきがいしゃ）は、大正時代に存在した日本の電力会社である。現在の静岡市に本社を置き、静岡県中部から山梨県南部にまたがる地域を供給区域とした。
静岡県に工場を持つ製紙会社四日市製紙の電気事業を引き継ぎ1920年（大正9年）に設立。周辺事業者の統合を行い供給区域を拡大したが、1926年（大正15年）に同じく周辺事業者の統合を進めた東京電力（東邦電力傘下）に吸収され6年で消滅した。

## 沿革

### 会社設立

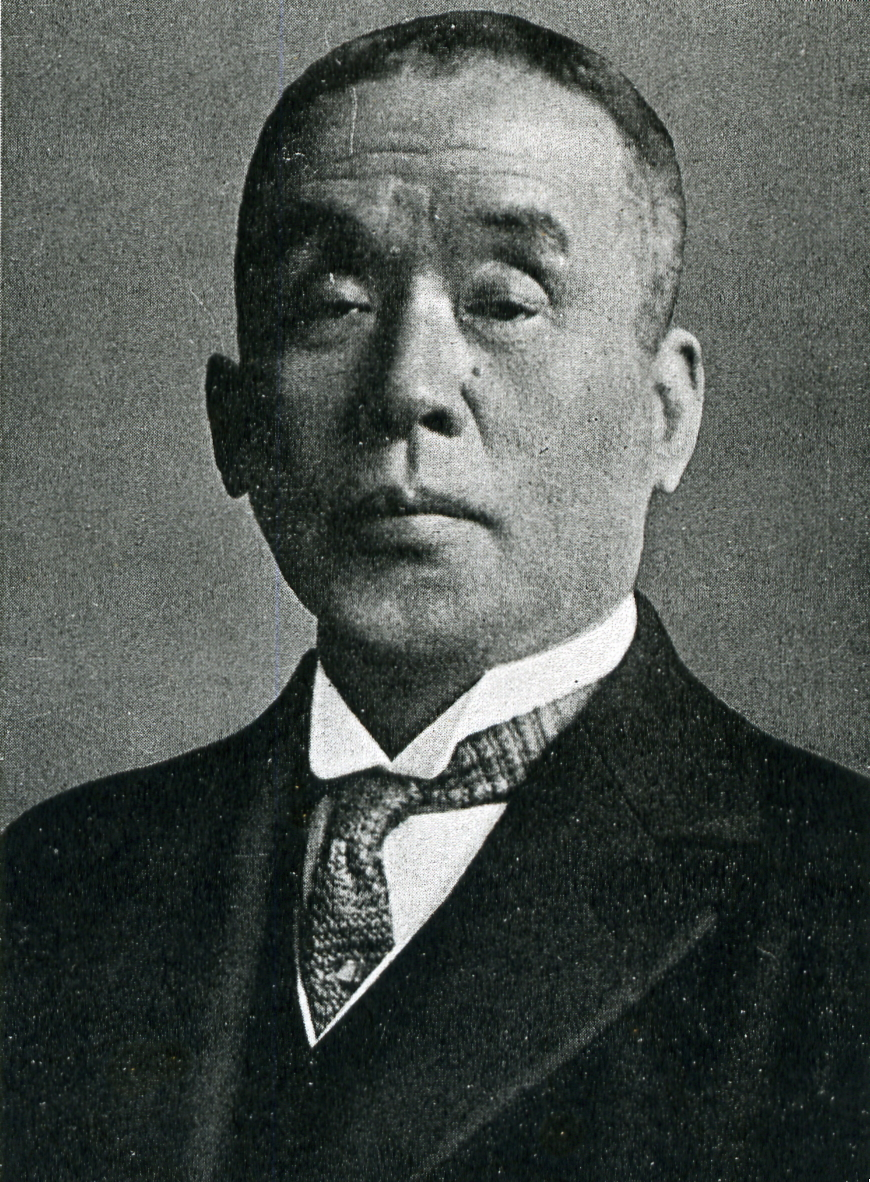
静岡電力社長大川平三郎

静岡電力株式会社は、1920年（大正9年）10月23日、静岡県安倍郡大里村川辺（現・静岡市）に設立。翌11月17日付の逓信省認可により、当時の大手製紙会社富士製紙から兼営の電気供給事業を譲り受けた。設立時の資本金は1000万円であり、20万株の株式のうち5万9400株を富士製紙が引き受け、残りを同年4月末時点の富士製紙株主に対し持株5株につき1株割り当てる、という形で設立がなされた。社長は大川平三郎、専務は熊澤一衛であり、それぞれ富士製紙社長・同社取締役とを兼ねている。
静岡電力が富士製紙から譲り受けた電気供給事業は、富士製紙が直前の1920年2月に合併した四日市製紙に由来する事業である。四日市製紙は社名にある通り1887年（明治20年）に三重県四日市市で設立された製紙会社だが、1898年（明治31年）より静岡県富士郡芝富村（現・富士宮市）へ工場を移していた。この四日市製紙芝川工場（現・王子エフテックス芝川製造所）は富士川に支流の芝川が合流する地点にあり、芝川の水力利用が容易なため操業開始当初から水力をもって製紙動力を得たほか、発電機を動かし構内電灯の電源にあてていた。
1907年（明治40年）になると、四日市製紙は芝川の水力開発による電気供給事業の起業に動き始める。翌1908年（明治41年）5月には芝富村と富士川下流の庵原郡富士川町（現・富士市）を供給区域とする事業許可を取得。逓信省の資料によると1909年（明治42年）5月1日付で開業した。当初は自家電灯発電用の水車に30キロワット発電機を増設し配電していたが、1911年（明治44年）8月に芝川で出力1792キロワットの大久保発電所が完成したことで、事業が本格化していった。そして1920年2月に四日市製紙が同じ大川系の富士製紙に吸収されたのを機に、上記のように電気供給事業を分離し静岡電力が成立したのである。

### 芝川での水力開発
下記#発電所一覧にある通り、静岡電力が運転していた発電所は水力発電所5か所（総出力6619キロワット）と火力発電所1か所（出力2000キロワット）であった。そのうち水力発電所については4か所が富士川水系の芝川に集中する。芝川は富士山麓南西を流れる河川で、流量の変化が比較的少ないという水力発電の適地である。芝川における水力発電所建設の歴史は古く、1910年（明治43年）に最初の発電所が完成している。周辺地域に多く集まる製紙業に関連して発電所建設が展開されたことも特徴であり、下流側に発電所を構えた静岡電力（四日市製紙）に加え、上流側でも富士製紙傘下の富士水電により開発が進められた。
静岡電力が芝川に構えた4か所の発電所のうち、1911年運転開始の大久保発電所と1919年運転開始の川合発電所（出力3080キロワット）の2か所は四日市製紙時代の建設である。川合発電所は大久保発電所の下流側、富士川との合流点近くに位置する。3番目の発電所は鳥並発電所（出力1060キロワット）で、静岡電力発足後の1922年（大正11年）12月に運転を開始。同発電所は大久保発電所の上流側にある。4番目の発電所は朏島発電所（出力632キロワット）であり、1926年（大正15年）2月に運転を始めた。これも芝川から取水する発電所だが、富士川合流点よりも下流側（富士川沿い）に位置する。
芝川の発電所群から送電線は二手に伸びていた。一つは川合発電所から富士川下流の岩淵変電所（富士川町所在）へと伸びる7キロメートルの路線。もう一つは、小島・静岡（大里村所在）・志太（西益津村所在）の各変電所を経て焼津変電所へ至る計54キロメートルの路線である。どちらも送電電圧は44キロボルトが採用されていた。また5か所の変電所のうち、静岡変電所には静岡火力発電所とを繋ぐ送電線も接続した。同発電所は静岡市内の音羽町に位置し、1924年（大正13年）12月より運転されている。
こうした電源に対し、大口供給先には静岡市営電気供給事業があった。市営電気への供給は、1911年9月1日より1000キロワットで開始。川合発電所が完成すると2000キロワットの供給契約となり、静岡電力時代の1923年6月には契約高が3000キロワットに引き上げられた。

### 周辺事業者の統合
前身の四日市製紙時代、1912年にかけて富士郡・庵原郡・安倍郡・志太郡・山梨県南巨摩郡の5郡15町村を供給区域に編入していたが、その後も供給区域は周辺事業者の統合によって拡大を続けた。
最初の周辺事業者統合は、四日市製紙時代の1918年（大正7年）7月に実施された志太電気の合併である。静岡電力発足後には、1921年（大正10年）8月に遠江電気を、翌1922年2月には御前崎軌道をそれぞれ合併し、加えて1921年10月に身延電灯から事業を譲り受けた。これら統合4社の概要は以下の通り。

#### 志太電気
志太電気株式会社は志太郡藤枝町（現・藤枝市）にあった会社で、町の有力者で酒造業を営む大塚甚之助が中心となって起業にあたり1910年（明治43年）4月27日に設立された。設立時の資本金8万5000円。自社発電所は建設せず、四日市製紙からの受電によって1912年（明治45年）5月12日に開業した。1917年の段階では300キロワットを受電し、藤枝町や焼津町（現・焼津市）など志太郡内の12町村を供給区域とする。
志太電気は開業初期から電灯料金が高い、供給区域内における不採算地域への配電に消極的であるといった批判があり、藤枝町や志太郡内町村による公営化が議論となったが、志太電気側では増資（1913年11月に8万5000円の増資を決議）や四日市製紙への合併を模索するなどの手段で公営化の議論に抵抗した。合併は1918年7月26日付で成立し志太電気は解散したが、その後も地元の反発は続き同年8月米騒動に際し会社が襲撃される事件まで起きた。

#### 遠江電気
遠江電気株式会社は、1911年に開業した松阪水力電気遠江支社を前身とする。この事業は1918年に日本電力（「五大電力」の一つ日本電力とは別）へと渡り、さらに1920年10月この遠江電気が譲り受けた。
会社設立は1920年3月6日。資本金は70万円で、本店を当初東京市日本橋区南茅場町に置いた。翌1921年3月23日、熊澤一衛らが取締役に就任するとともに本店を静岡電力所在地と同じ静岡県安倍郡大里村川辺へと移転している。同年6月時点での供給区域は小笠郡掛川町（現・掛川市）を中心とする小笠郡・磐田郡の計24町村で、静岡電力ではなく早川電力（後の東京電力）からの受電を電源とした。
本店移転同日の1921年3月23日、静岡電力と遠江電気の間で合併契約が締結され、5月5日両社株主総会で合併決議ののち、8月5日付で合併が実施された。合併に伴う静岡電力の増資額は300万円である。

#### 御前崎軌道
御前崎軌道株式会社は小笠郡西方村（現・菊川市）にあった会社で、社名の通り元は鉄道会社であった。東海道本線堀ノ内駅（現・菊川駅）を起点に南へ小笠郡南山村（現・菊川市）まで伸びる馬車鉄道の敷設を目的に、1898年（明治31年）9月21日に設立された城東馬車鉄道が起源。1917年（大正6年）1月20日、榛原郡御前崎村（現・御前崎市）への延伸を目指し御前崎軌道と社名を改めた。このとき経営陣の刷新と15万円への増資も行われている。
規模を拡大した御前崎軌道では馬車鉄道の電化を目指した。それと同時に電気供給事業への参入も図り、1917年6月日英水電と受電契約を締結する。2年後の1919年4月、小笠郡土方村（現・掛川市）ほか17村を供給区域として兼営電気供給事業を開業した。さらに翌1920年6月28日付で南遠電気を合併し（合併後の資本金30万円）、供給区域を拡大している。この南遠電気は1913年12月6日、御前崎村に資本金5万円で設立され、1916年12月に御前崎村とその周辺を供給区域として開業していた。合併後、1921年6月時点における御前崎軌道の供給区域は小笠郡・榛原郡の計26村で、日英水電を合併した早川電力と榛原郡川崎町（現・牧之原市）の東遠電気からの受電を電源とした。
供給事業拡大の一方、鉄道事業では路線延長・電化のどちらも実現しないままであった。1921年11月28日、御前崎軌道の鉄道事業は経営陣がほぼ同じ新会社・堀之内軌道運輸へと譲渡される。御前崎軌道の会社本体については同年11月8日付で静岡電力との間に合併契約を締結、25日両社株主総会にて合併議決ののち、翌1922年2月25日付で合併が成立し解散した。合併に伴う静岡電力の増資額は200万円で、合併後の資本金は1500万円となった。

#### 身延電灯
身延電灯株式会社は、山梨県南巨摩郡身延村（現・身延町）の会社で、身延町その他への電気供給を目的として1912年3月24日に資本金20万円で設立された。初代の代表取締役は東京の近藤修孝が務める。同社は身延山西谷に身延川から取水する出力55キロワットの水力発電所を建設し、翌1913年5月1日に開業した。開業時はまず久遠寺の門前町にて点灯し、1914年1月からは北側の下山村でも供給を始めた。
1921年6月の段階では、供給区域は南巨摩郡・西八代郡の26村に及ぶ。電源は自社発電所のほか静岡電力・早川電力からの受電もあった。資本金は20万円のままだが、代表者は小林八右衛門に代わっている。同年7月7日付で逓信省より静岡電力への電気事業一切を譲渡する件について認可が下り、同年10月21日、身延電灯は解散登記を終えた。

### 東京電力への合併

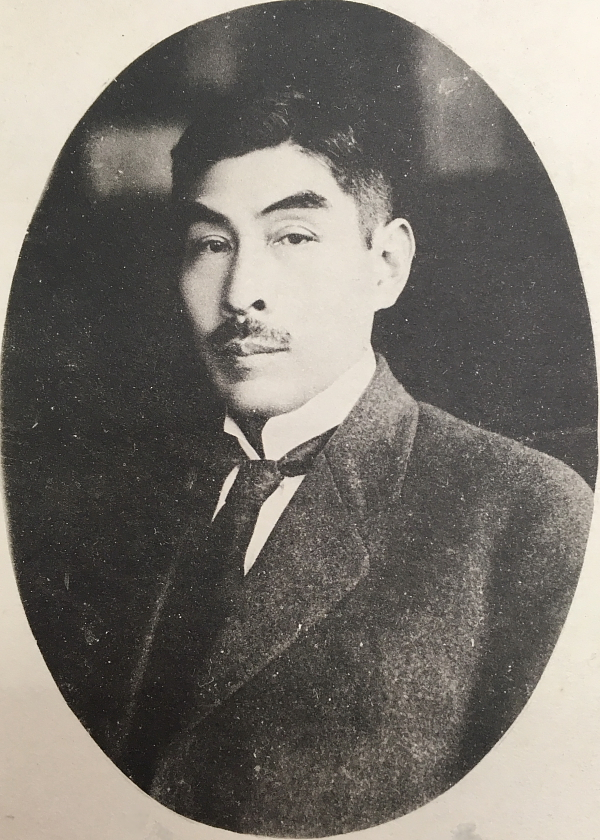
東京電力副社長松永安左エ門

1920年に富士製紙から事業を引き継いだ段階での静岡電力の供給実績は、電灯3万1595灯、小口電力供給2245馬力（約1674キロワット）、大口電力供給1770キロワット（うち静岡市営1200キロワット）であった。これが5年半後、1926年5月での供給実績は、電灯12万134灯、小口電力供給3907.5馬力（約2914キロワット）、大口電力供給4500キロワット（静岡市2900キロワット・富士製紙芝川工場その他1600キロワット）に拡大している。
静岡電力が事業を拡大した1920年代、早川電力という電力会社も勢力を拡大していた。同社は1918年6月、山梨県を流れる富士川支流早川の開発を目的に設立。当初は富士製紙の傍系会社であり、同社社長の窪田四郎が社長を兼ねたが、窪田が富士製紙を去ると早川電力もその傘下を離れた。1920年3月、早川電力は浜松市とその周辺に供給区域を持つ日英水電を合併。次いで1922年2月には天竜電力ほか2社を合併して静岡県西部での勢力を拡大した。早川電力はさらに東京進出を狙って設備投資を続けたが、関東大震災発生で行き詰まり、1924年（大正13年）3月、中京地方と北部九州に供給する大手電力会社東邦電力の傘下に入った。そして翌1925年（大正14年）3月、同じく東邦電力傘下にあった群馬電力と合併し、東京電力へと発展した。
東邦電力の勢力が東進するころ、東京を地盤とする大手電力会社東京電灯ではその対策に努めた。その一つが周辺事業者の合併であり、静岡県内では1925年4月に御殿場方面に供給する東洋モスリン電気事業部を吸収、同年10月には沼津方面に供給する富士水電も合併した。これらの統合は東京電力や当時東京進出を狙っていた大同電力・日本電力など同業他社に吸収されて東京進出の足掛かりとされるのを防ぐ意図があったとされる。一方静岡電力については、東京電力の副社長松永安左エ門が地方の会社としては成績が良く東京電灯に取られるわけにはいかないということで東京電力での合併を希望したという。そして1926年（大正15年）6月29日、東京電力は株主総会にて静岡電力の合併を決議した。
東京電力による静岡電力合併の条件は、(1) 存続会社を東京電力として静岡電力は解散する、(2) 静岡電力の資本金1500万円（750万円払込）に対し東京電力は1.4倍の2100万円（1050万円払込）を増資し、新株42万株を静岡電力株主に交付する、(3) 東京電力は静岡電力の役員・従業員その他に対し慰労金として計32万円を支払う、(4) 静岡電力の役員の中から最大4人を東京電力の役員に加える、などであった。1926年10月12日付で逓信省からの合併認可があり、20日に東京電力にて合併報告総会が開かれ合併手続きが完了。静岡電力は合併報告総会当日をもって解散した。
静岡電力を合併した東京電力はその後東京電灯への攻勢を強化し、東京方面の電力市場を巡って激しい需要家争奪戦を展開するが、両社の経営悪化の末に1928年（昭和3年）4月東京電力は東京電灯に合併されて消滅した。その4年後の1932年（昭和7年）10月、芝川の4水力発電所については静岡市に買収され、従来からの送電先であった静岡市営電気事業の直営電源とされている。

### 年表
- 1908年（明治41年）
  - 5月4日 - 四日市製紙株式会社に対し逓信省より電気事業経営許可[5]。
- 1909年（明治42年）
  - 5月1日 - 四日市製紙の電気供給事業開業[9]。
- 1911年（明治44年）
  - 8月25日 - 大久保発電所運転開始[5]。
- 1918年（大正7年）
  - 7月26日 - 四日市製紙は志太電気を合併[20]。
- 1919年（大正8年）
  - 12月26日 - 川合発電所使用認可[47]。
- 1920年（大正9年）
  - 2月26日 - 富士製紙株式会社が四日市製紙を合併[48]。
  - 10月23日 - 静岡電力株式会社設立。資本金1000万円、本店所在地静岡県安倍郡大里村川辺104番地の1[1]。
  - 11月17日 - 富士製紙から静岡電力への電気事業譲渡について逓信省より認可[4]。
- 1921年（大正10年）
  - 7月7日 - 身延電灯からの事業譲受けについて逓信省より認可[33]。
  - 8月5日 - 遠江電気を合併[26]、資本金1300万円となる[27]。
- 1922年（大正11年）
  - 2月25日 - 御前崎軌道を合併[35]、資本金1500万円となる[27]。
  - 12月24日 - 鳥並発電所使用認可[49]。
- 1924年（大正13年）
  - 12月14日 - 静岡火力発電所使用認可[50]。
- 1926年（大正15年）
  - 2月5日 - 朏島発電所使用認可[3]。
  - 6月29日 - 東京電力が静岡電力の合併を決議[45]。
  - 10月20日 - 東京電力との合併により静岡電力解散[2]

## 発電所
静岡電力が運転した発電所は静岡県に5か所、山梨県に1か所存在した。各発電所の概要は以下の通り。

### 大久保発電所
位置 ： 北緯35度13分29.7秒 東経138度33分41.9秒 / 北緯35.224917度 東経138.561639度
旧四日市製紙が建設した発電所2か所のうち古いものが大久保発電所である。所在地は静岡県富士郡芝富村大字西山字小田野（現・富士宮市西山）。四日市製紙が1906年に水利権を得た地点のうち上下に2分した部分の上流側で、1911年（明治44年）8月25日より運転を開始した。
富士川水系芝川にある発電所で、柚野村大字鳥並（現・富士宮市鳥並）に取水堰と取水口を設ける。芝川の右岸（西岸）に通された導水路は全長1.8キロメートル。発電設備はフォイト（ドイツ）製フランシス水車2台とAEG（同）製1250キロボルトアンペア発電機2台からなり、発電所出力は1792キロワットであった。発生電力の周波数は60ヘルツで、これは他の発電所も共通する。
下記の川合・鳥並・朏島各発電所と同様、静岡電力から東京電力・東京電灯・静岡市営・中部配電と所有者が変遷したのち、1951年（昭和26年）5月以降は中部電力に帰属する。ただし中部電力移行時に大久保発電所から「西山発電所」へと改称された。また市営時代の1941年（昭和16年）6月、隣接地に建て替えられている。

### 川合発電所
位置 ： 北緯35度12分0.9秒 東経138度33分45.8秒 / 北緯35.200250度 東経138.562722度
旧四日市製紙が建設した発電所2か所のうちもう一方が川合発電所である。所在地は富士郡芝富村大字長貫字川合（現・富士宮市長貫）。1919年（大正8年）12月26日付で使用認可が下りた。
上流側にある大久保発電所から直接水路を伸ばす形の発電所であるが、同発電所の運転停止に備え芝川に独自の取水堰を持つ。この取水堰は旧四日市製紙の工場用でもあり、左岸（東岸）側に工場用水の取水口がある。導水路は全長2.7キロメートル。発電設備は電業社製フランシス水車2台と芝浦製作所製2200キロボルトアンペア発電機2台からなり、発電所出力は3080キロワットであった。
1942年4月以降は「長貫発電所」と称する。また旧四日市製紙時代からの建屋は中部電力時代の1991年（平成3年）になり建て替えられている。

### 鳥並発電所
位置 ： 北緯35度14分26.6秒 東経138度33分29.8秒 / 北緯35.240722度 東経138.558278度
静岡電力発足後、最初に建設された発電所が鳥並発電所である。所在地は富士郡柚野村大字鳥並字上村（現・富士宮市鳥並）。1922年（大正11年）12月24日付で使用認可が下りた。
大久保発電所の上流側に位置しており、従って静岡電力が芝川で運転する4か所の発電所の中では最も上流側にあるが、さらに上流側には富士水電が建設した発電所がある。芝川に取水堰を有し、取水口から発電所までは1.4キロメートルの導水路で繋ぐ。発電設備は日立製作所製のフランシス水車・1370キロボルトアンペア発電機各1台からなり、発電所出力は1060キロワットであった。

### 朏島発電所
位置 ： 北緯35度11分35.6秒 東経138度34分5.6秒 / 北緯35.193222度 東経138.568222度
芝川筋で4番目の発電所は朏島（みかづきじま）発電所である。所在地は富士郡芝富村大字羽鮒字朏島（現・富士宮市羽鮒）。旧四日市製紙時代に出願の水利権が1922年12月に許可されたため開発され、1926年（大正15年）2月5日付で使用認可が下りた。
川合発電所の下流側に位置し、芝川からの取水（取水堰も設置）に加え川合発電所の放水、芝川製紙工場の放水および余水を取り入れて発電する。ただし発電所自体は芝川と富士川の合流点よりも下流側に建つ。導水路は全長1.1キロメートル。有効落差7.4メートルという低落差発電所であり、水車にスイスのベル社 (de:Bell Maschinenfabrik) 製固定翼プロペラ水車を採用している。発電機も同じくスイスのブラウン・ボベリ製で容量は1060キロボルトアンペア。水車・発電機とも1台の設置である。発電所出力は632キロワット。
中部電力移行後の1952年（昭和27年）9月に朏島発電所から「芝富発電所」へと改称された。

### 身延発電所
旧身延電灯から引き継いだ発電所として身延発電所がある。所在地は山梨県南巨摩郡身延村大字身延字上ノ山（現・身延町身延）。身延電灯により1913年（大正2年）4月に建設された発電所で、久遠寺の西側、身延西谷の旧祐浄坊跡に建つ。水は富士川水系波木井川の支流身延川から引いている。発電設備は石川島造船所製ペルトン水車1台と小田電機製発電機1台からなり、発電所出力は55キロワットであった。
東京電力を経て東京電灯へ渡るが同社の手で1940年代に廃止された。ただし実際には60ヘルツ発電所のため昭和初期に50ヘルツへの切り替えで休止されていた。1949年（昭和24年）には解体された。

### 静岡火力発電所
唯一の火力発電所として静岡火力発電所があった。所在地は静岡県静岡市音羽町。1924年（大正13年）12月14日付で使用認可が下りた。
燃料は石炭（石炭火力発電所）。発電設備はバブコック・アンド・ウィルコックス (B&W) 製ボイラー2台、AEG製カーチス式蒸気タービン1台、同社製2000キロワット発電機1台からなった。認可出力も2000キロワットだが、常時出力の設定はなく渇水時などに不足電力を補給する補給用発電所として扱われている。
他の発電所と同様東京電力を経て東京電灯へ渡る。静岡市内にあるが芝川筋の4水力発電所と異なり市営化の対象とはならず、そのまま東京電灯に残った。1930年代に廃止となっている。静岡鉄道音羽町駅の西側にある音羽公園付近が跡地にあたる。

## 供給区域
1925年（大正14年）12月末時点における静岡電力の電灯・電力供給区域は以下の通り。
- 他の事業者の供給区域にも含まれる市町村には「【一部】」という表記を付した。

| 静岡県              | 静岡県 |
| ------------------- | --- |
| 富士郡 （1村）      | 芝富村（現・富士宮市） |
| 庵原郡 （4町村）    | 内房村（現・富士宮市）、 松野村・富士川町（現・富士市）、 小島村（現・静岡市） |
| 安倍郡 （4村）      | 豊田村【一部】・服織村・南藁科村・長田村（現・静岡市） |
| 志太郡 （19町村）   | 岡部町・葉梨村・藤枝町・稲葉村・瀬戸谷村・青島町・高洲村・大洲村（現・藤枝市）、西益津村・広幡村（現・藤枝市・焼津市）、 東益津村・焼津町・豊田村・小川村・大富村・和田村・静浜村・相川村・吉永村（現・焼津市） |
| 榛原郡 （6町村）    | 相良町・萩間村・菅山村・地頭方村（現・牧之原市）、 白羽村・御前崎村（現・御前崎市） |
| 小笠郡 （41町村）   | 佐倉村・比木村・朝比奈村・新野村・池新田村（現・御前崎市）、 南山村・川野村・相草村・平田村・下内田村・中内田村・横地村・加茂村・六郷村・西方村・河城村（現・菊川市）、 日坂村・東山口村・西山口村・粟本村・掛川町・南郷村・西南郷村・上内田村・曽我村・和田岡村・原谷村・垂木村・雨桜村・原田村・原泉村・西郷村・倉真村・土方村・佐束村・岩滑村・中村・大坂村・千浜村・三俣村・三浜村（現・掛川市） |
| 磐田郡 （2村）      | 久努村・笠西村【一部】（現・袋井市） |
| 山梨県              | |
| 南巨摩郡 （14村）   | 万沢村・富河村・睦合村（現・南部町）、 豊岡村・身延村【飛地を除く】・下山村・飯富村・伊沼村・八日市場村・曙村・大須成村・静川村・西島村（現・身延町）、 五開村（現・富士川町） |
| 西八代郡 （12町村） | 栄村（現・南部町）、 大河内村・富里村・共和村・久那土村・古関村（現・身延町）、 鴨狩津向村・宮原村・葛籠沢村・落居村・岩間村・楠甫村（現・市川三郷町） |

- 上記区域のうち、静岡県富士郡と山梨県は1951年の電気事業再編成後の東京電力区域、それ以外は中部電力区域にあたる。